# Budizam čiste zemlje
Budizam čiste zemlje ili đingtu (tradicionalni kineski: 淨土宗, Jìngtǔzōng; japanski: 浄土仏教, Jōdo bukkyō; korejski: 정토종, jeongtojong; vijetnamski: 浄土宗, Tịnh Độ Tông), poznata i pod nazivom amidizam, je ogranak mahajana budizma koji se trenutno smatra jednom od najpopularnijih budističkih tradicija istočne Azije. Pod tim izrazom se podrazumeva i soteriologija Čiste zemlje unutar mahajana budizma, kao i posebne sekte Čiste zemlje koje su se razvile u Japanu.
Obredi i koncepti Čiste zemlje se mogu pronaći u osnovama kosmologije mahajana budizma i čine važan deo budističkih tradicija u Kini, Japanu, Koreji, Tajvanu, Vijetnamu i Tibetu. Kineske čan i tiantai škole, kao i japanske Šingon i Tendai sekte, sadržavaju snažne komponente Čiste zemlje vezane u svojim obredima i verovanjima.
Čista zemlja je postala nezavisna škola, što se najbolje može videti kod japanskih škola Jōdo Shū i Jōdo Shinshū. U Japanu postoji nekoliko nezavisnih škola Čiste zemlje, ali su one ograničene isključivo na tu zemlju.

## Verovanja i prakse
Škola čiste zemlje se temelji na konceptu Čiste zemlje i nadovezuje na nebeskog Amitabha Budu.
Prema školi čiste zemlje, osobe koje poseduju veru u i pevaju ime Amitabhe Bude u ovom živolu će se kao napredni bodisatve preporoditi u čistoj zemlji (nazvanoj čistom zato što u njoj nema ništa od prljavštine neprekidnog preporađanja, samsare).
Zazivanje Bude (nian fo) jedna je od najčešćih praksi kineskog budizma. „Nan-mo A-mi-tuo fo“ („Slava Amita Budi!“) - je verovatno najčešće korišćena fraza u kineskom budizmu. Zasniva se na sutrama u kojima je izložena legenda o Darmakara bodisatvi, sada Amita Budi, koji se zavetovao da će kada postane Buda vladati Čistom zemljom, svetom izvan samsare; ljudi se u tom svetu mogu roditi jednostavno prizivanjem njegovog imena. Napredovanje ka nirvani će odatle biti lako i sigurno. Pošto se zazivanje Bude može praktikovati u svakodnevnom životu, budizam čiste zemlje je isto toliko popularan među običnim ljudima koliko i među monasima.

## Literatura
- Eitel, Ernst J. Hand-Book of Chinese Buddhism, being a Sanskrit-Chinese Dictionary with Vocabularies of Buddhist Terms in Pali, Singhalese, Siamese, Burmese, Tibetan, Mongolian and Japanese (Second Edition). New Delhi, Madras: Asian Educational Services. 1992.
- Kembridžova ilustrovana istorija religije, Stylos, Novi Sad. 2006.  978-86-7473-281-6..

## Spoljašnje veze
- International Association of Shin Buddhist Studies website
- Jōdo Shū Buddhism official website
- Jōdo Shinshū Official Site